# Centre històric d'Arbolí
Centre històric d'Arbolí és un conjunt històric d'Arbolí (Baix Camp) protegit com a Bé Cultural d'Interès Local.

## Descripció
El nucli urbà està situat a la cara sud de la serra de la Mussara. L'expansió urbana es produí pel carrer Major durant l'edat mitjana i pel carrer de la Font durant el segle xvii. El poble està format per cases unifamiliars de planta baixa, un pis i golfes, bastides de paredat i coberta de teula.

## Història
L'origen d'Arbolí sembla haver estat una alqueria musulmana. Formava part del comtat de Prades i després la jurisdicció senyorial passà als ducs de Cardona i més endavant als Medinaceli. Al segle xviii la població experimentà un notable augment. Al segle xix, la gent del poble participà en la revolta dels Malcontents.